# Dorothea Draxler

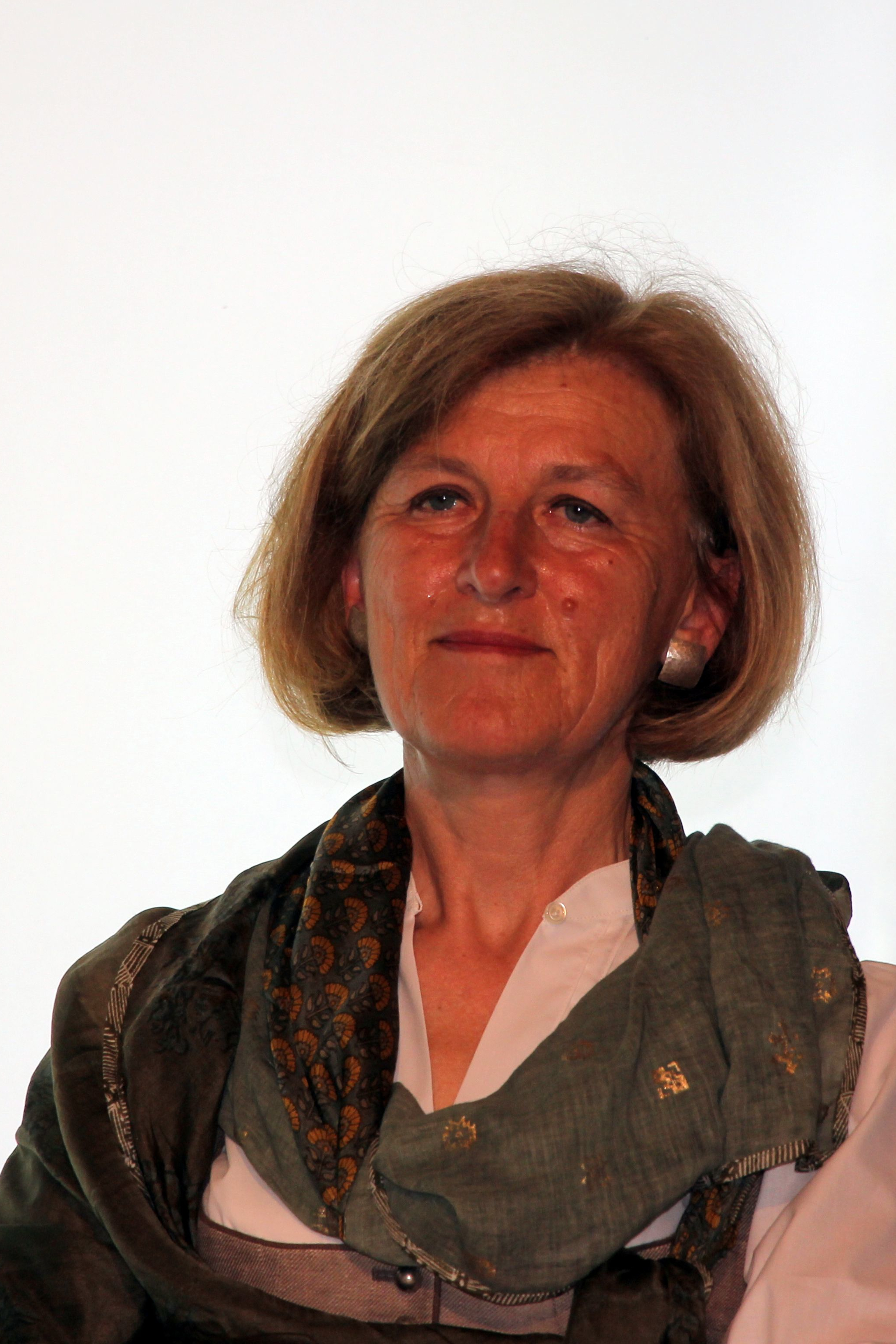
Dorothea Draxler (2019)

Dorothea Draxler, auch Dorli Draxler (* 7. Juli 1960 in der Steiermark) ist eine österreichische Kulturmanagerin, Pädagogin und Rundfunkmoderatorin.

## Leben
Draxler erhielt eine Ausbildung zur Pädagogin und ist seit 1985 in der Kulturarbeit tätig als Archivleiterin beim Niederösterreichischen Volksliedarchiv. Von 1992 bis 2022 war sie Geschäftsführerin und Sprecherin von Volkskultur Niederösterreich und Festivalleiterin von AufhOHRchen. Seit 2000 moderiert sie Volksmusiksendungen im ORF in Radio Niederösterreich. Von 2008 bis Juni 2018 war Draxler mit ihrem Mann Edgar Niemeczek Geschäftsführerin der Kultur.Region.Niederösterreich. Draxler engagiert sich weiters im Bereich Musikschulen und Chorszene in NÖ.

## Auszeichnungen
- Goldenes Ehrenzeichen für Verdienste um das Bundesland Niederösterreich (2008)
- Berufstitel Professor (2015)

## Publikationen
- Dorothea Draxler, Edgar Niemeczek: Tradition in Bewegung. 50 Jahre Volkskultur Niederösterreich. Atzenbrugg 2006 ISBN 3-901820-34-5